# Walter Reinhardt
Walter Reinhardt (vers 1725 – 1778) fou un militar de nacionalitat incerta (apareix com a francès, luxemburguès, austríac, alemany i suís), aventurer i mercenari a l'Índia a la segona meitat del segle xviii. Tenia el malnom de "Sombre" que fou pel qual se l'anomena generalment a l'Índia (Samru). Fou el fundador de l'estat de Sardhana.
Es diu que era botxí de professió, va anar a l'Índia com a soldat de l'exèrcit francès i va desertar prenent el servei dels britànics on va arribar a sergent. Altre cop va desertar i va tornar al servei dels francesos a Chandernagor; quan aquest establiment es va rendir va acompanyar a Law en els seus moviments per l'Índia del 1757 al 1760; en aquest any Law entrà al servei de Alam II a Bengala i va restar amb l'emperador fins a la seva derrota a Gaya (1760) a mans del coronel Carnac, quan tractava de recuperar Bengala de mans del nawab. Reinhardt va entrar llavors al servei de Mir Kasim, que suposadament el va utilitzar per matar els presoners anglesos a Patna l'octubre de 1763. Poc després es va haver d'escapar cap a Oudh i va entrar al servei de diversos prínceps nadius fins que el 1777 va entrar al servei de Mirza Najf Khan, general i ministre de Shah Alam II i va rebre la pargana de Sardhana en feu com assignació pel manteniment dels seus batallons. Va morir aquí l'any següent (1778) i el va succeir la seva vídua Begam Samru, que era filla il·legítima d'un musulmà d'ascendència àrab, i ja s'havia aparellat amb Reinhardt abans d'esdevenir la seva esposa.